# 鬼平犯科帳スペシャル 見張りの糸
『鬼平犯科帳スペシャル 見張りの糸』（おにへいはんかちょうスペシャル みはりのいと）は、フジテレビ系列で2013年5月31日に『金曜プレステージ』枠で放送された時代劇ドラマ（単発）。池波正太郎原作の時代劇シリーズ『鬼平犯科帳』のスペシャル版。フィルム撮影。

## 概要
本作は、二代目中村吉右衛門主演のテレビ時代劇『鬼平犯科帳』のテレビ第7シリーズの第10話「見張りの糸」のリメイク作品にあたる。

## スタッフ
- 企画 - 能村庸一（フジテレビ）、武田功（松竹）
- プロデューサー - 成田一樹（フジテレビ）、佐生哲雄（松竹）、足立弘平（松竹）
- 原作 - 池波正太郎 「見張りの糸」 （文春文庫刊）
- 脚本 - 田村惠
- 音楽 - 津島利章
- 監修 - 小野田嘉幹
- 美術監修 - 西岡善信
- 料理指導 - 近藤文夫
- テーマ音楽 - インスピレイション / ジプシー・キングス
- ナレーター - 能村太郎
- 監督 - 吉田啓一郎
- 制作 - フジテレビ、松竹株式会社

## キャスト
- 長谷川平蔵 - 二代目中村吉右衛門
- 久栄 - 多岐川裕美
- 酒井祐助 - 勝野洋
- 木村忠吾 - 尾美としのり
- 村松忠之進 - 沼田爆
- 三井忠次郎 - 中村吉之助
- 竹内孫四郎 - 中村吉三郎
- 山崎国之進 - 中村吉五郎
- 小柳安五郎 - 谷口高史
- 田島 - 中村吉六
- 望月 - 中村吉二郎
- 小林金弥 - 三代目中村又五郎
- 小房の粂八 - 蟹江敬三
- 伊三次 - 三浦浩一
- 大滝の五郎蔵 - 綿引勝彦
- 三次郎 - 藤巻潤
- おとき - 江戸家まねき猫
- おまさ - 梶芽衣子
- 稲荷の金太郎 - 渡辺いっけい
- 狢の豊蔵 - 木下ほうか
- 権六 - 蟷螂襲
- 戸田銀次郎 - 隆大介
- 大沢弥平 – 大村波彦
- おその - 佐藤友紀
- 久保 - 白井滋郎
- 山内 - 円堂耕成
- 丸屋治兵衛 – 下元年世
- 居酒屋の女 - 紅萬子
- お弓 - 柊瑠美
- 源四郎  - 石原由宇
- 数珠屋 - 坂田雅彦
- 太助 - 本田博太郎
- 堂ヶ原の忠兵衛 - 中村嘉葎雄